# Cornisa Cantábrica

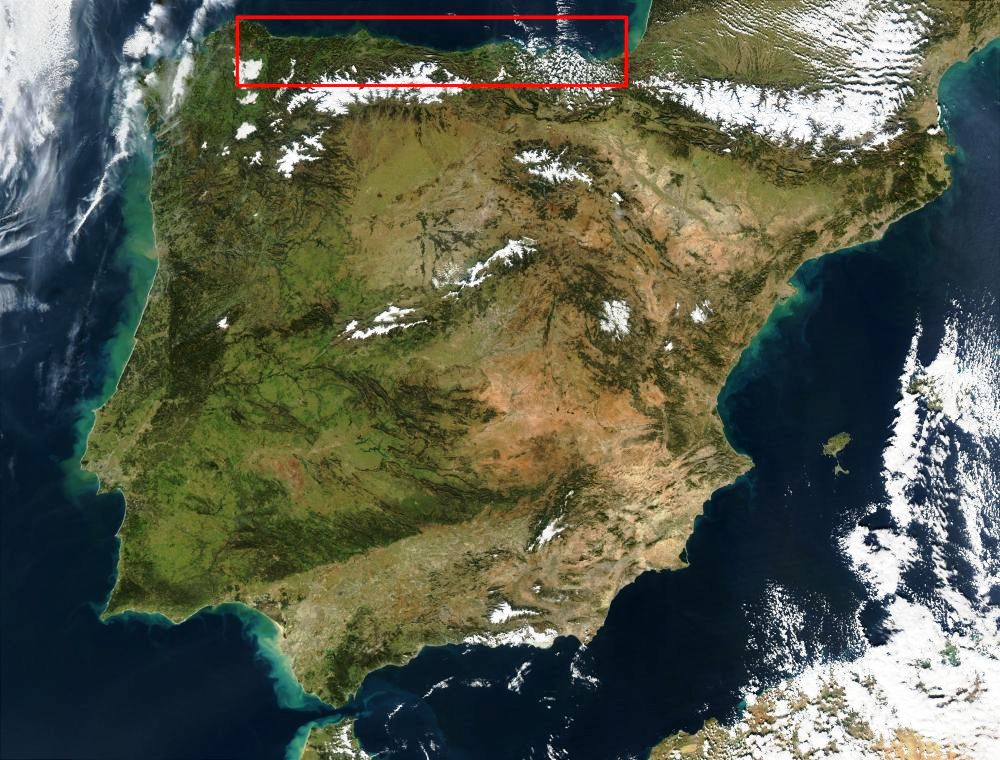
Het rode vak in het satellietbeeld toont de locatie van de Cornisa Cantábrica in het noorden van Spanje

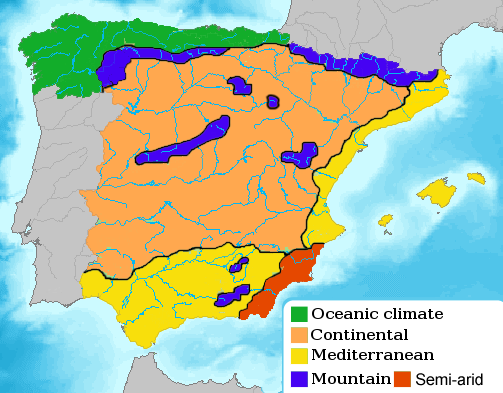
Klimatologisch gebied van Spanje. Het zogenaamde Groene Spanje is gelegen in het noorden

De Cornisa Cantábrica (Nederlands: Cantabrische omlijsting, ook wel España Verde, Groen Spanje) is de kuststrook langs de Golf van Biskaje in het noorden van Spanje. De Cornisa strekt zich uit van de autonome regio Galicië, via Asturië en Cantabrië tot het Baskenland. De belangrijkste steden in de Cornisa Cantábrica zijn Vigo, Santiago de Compostella, A Coruña, Oviedo, Gijón, Santander, Bilbao en San Sebastian.
De naam 'Groen' Spanje verwijst naar het groene karakter van het landschap waar zich door veel regenval door het gematigd zeeklimaat een rijke flora heeft ontwikkeld. Het gebied heeft dit klimaat omdat het door het Cantabrisch Gebergte wordt gescheiden van de veel drogere Spaanse Hoogvlakte met een mediterraan landklimaat. 

## Fotogalerij

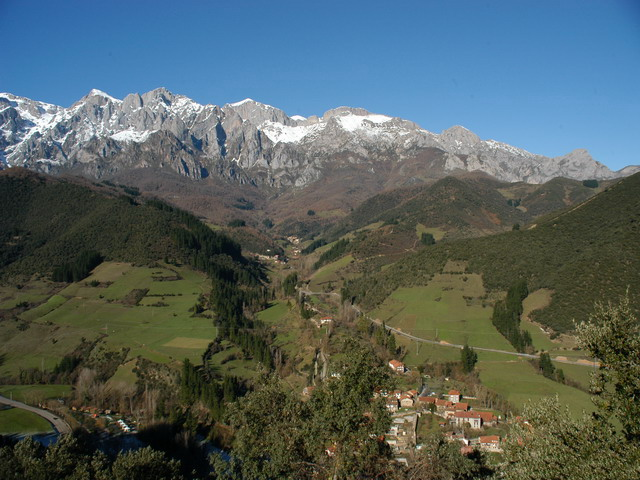
Picos de Europa, Cantabrisch Gebergte.
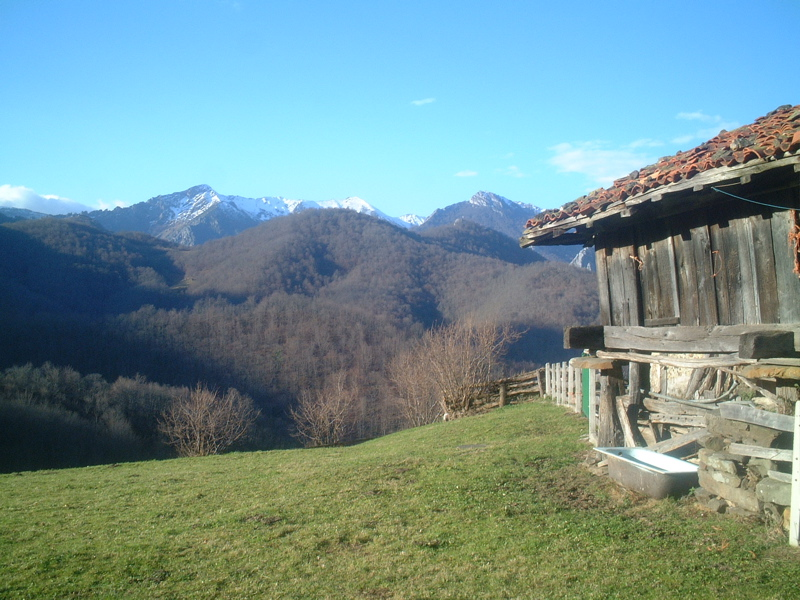
Cantabrisch gebergte in Asturias.
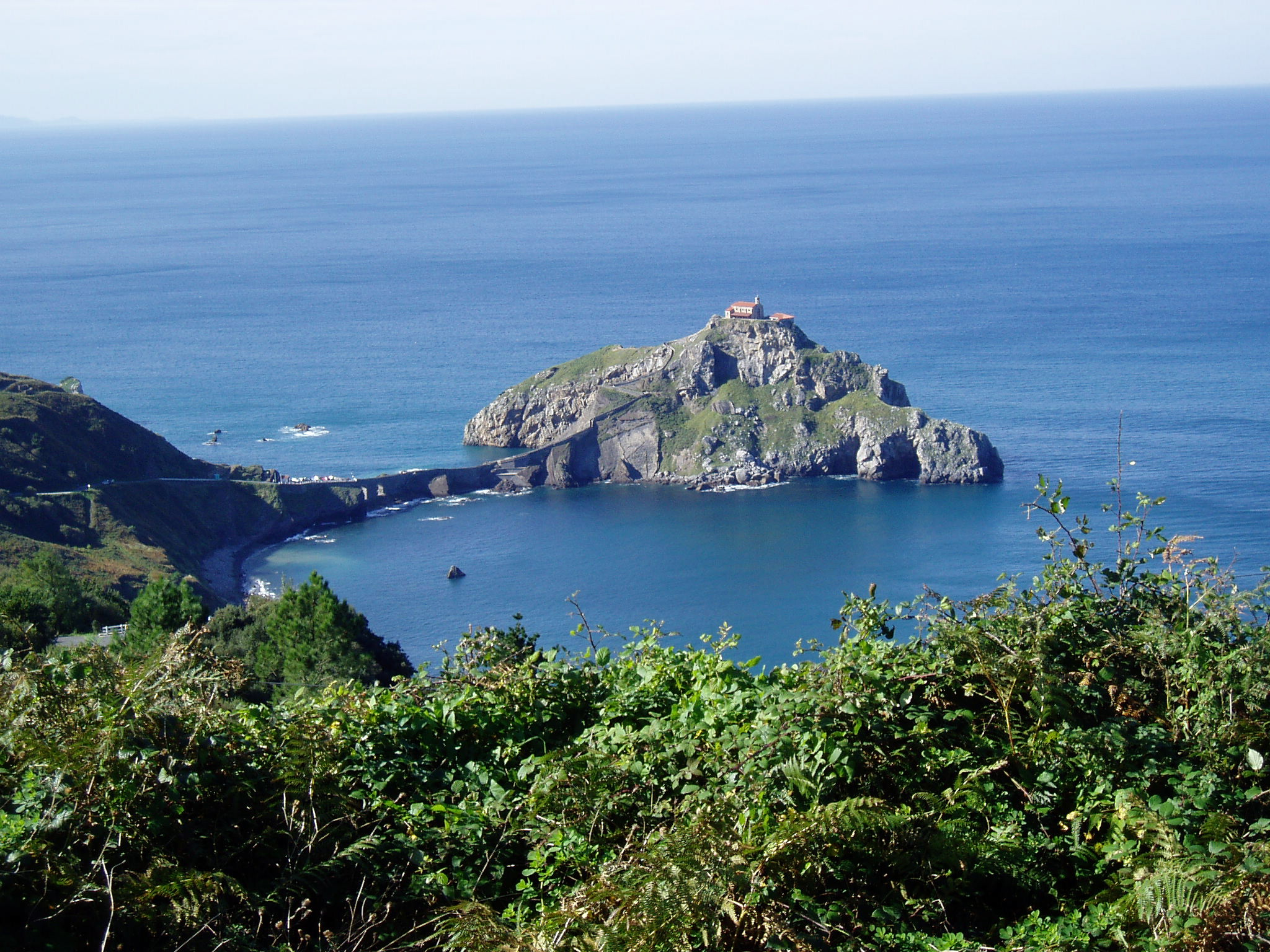
Kust van het Baskenland.
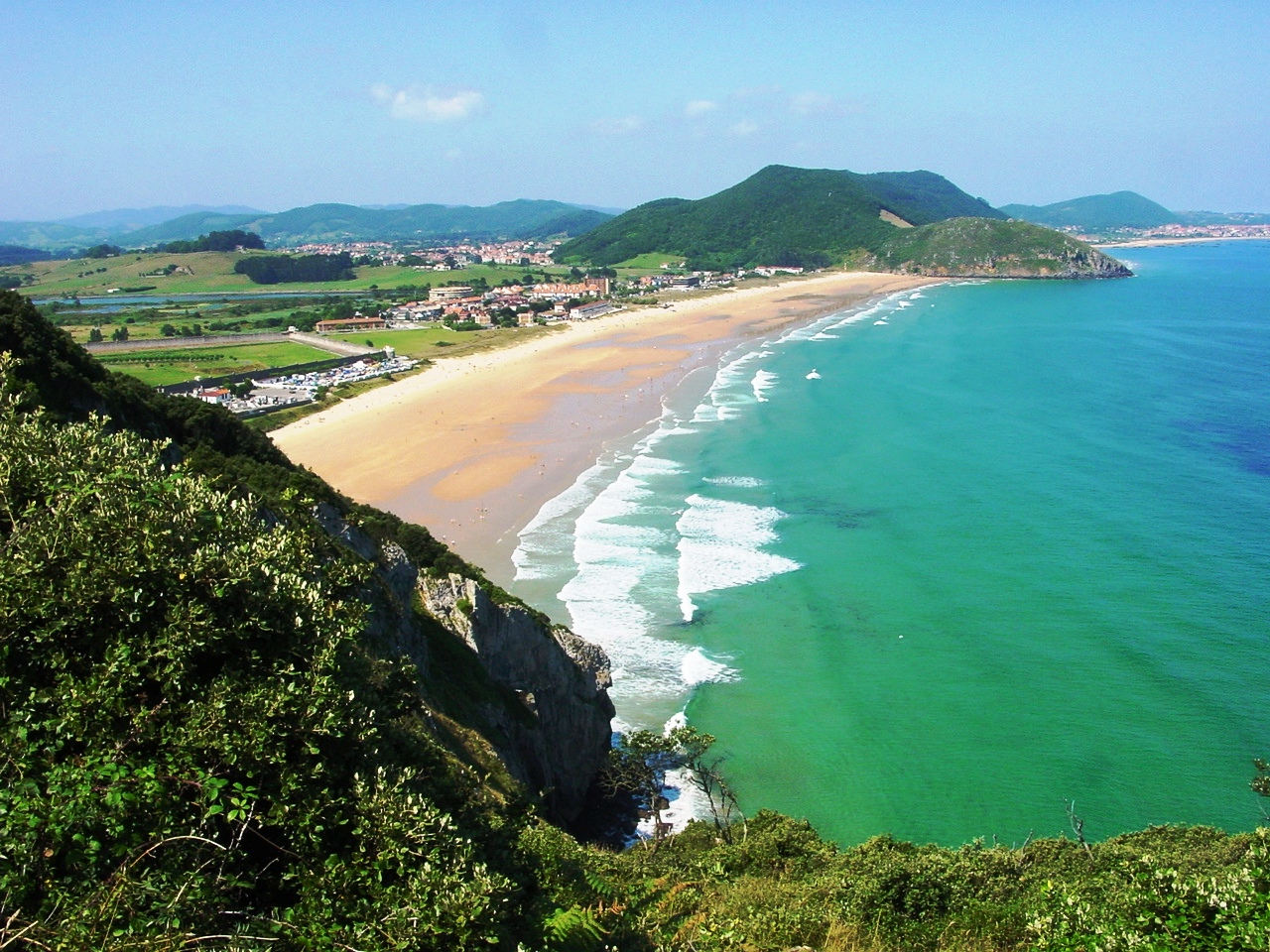
Kust van Cantabrië.
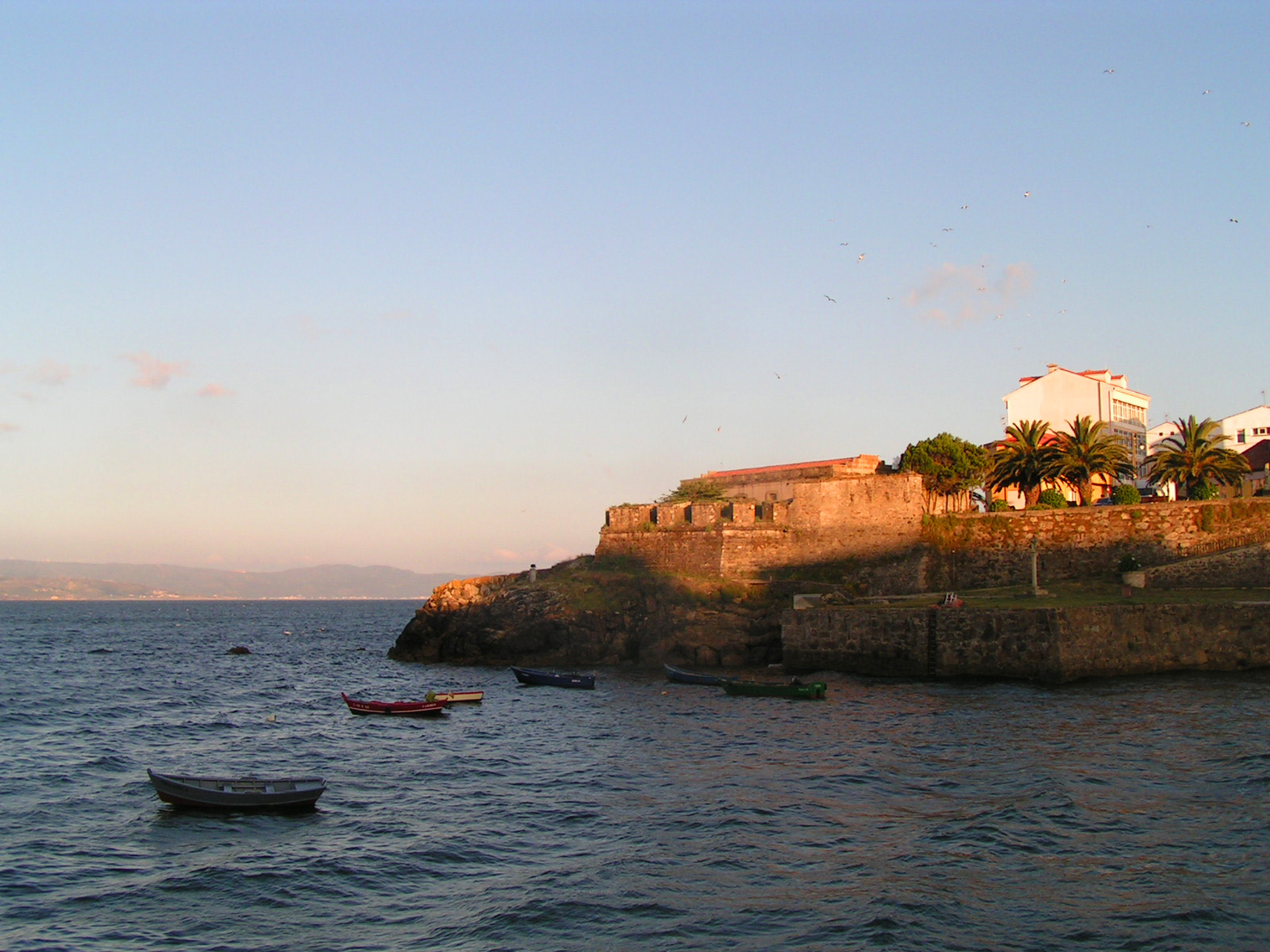
Kust van Galicië.
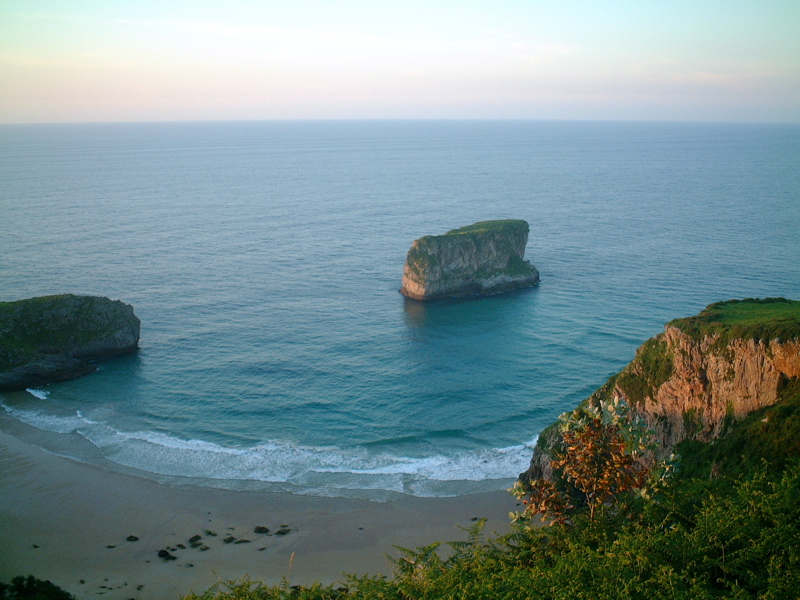
Kust van Asturië.